# Mesèu (Puèi Domat)
Mezel és un municipi francès situat al departament del Puèi Domat i a la regió d'Alvèrnia-Roine-Alps. L'any 2007 tenia 1.758 habitants.

## Demografia

### Població
El 2007 la població de fet de Mezel era de 1.758 persones. Hi havia 660 famílies de les quals 136 eren unipersonals (76 homes vivint sols i 60 dones vivint soles), 200 parelles sense fills, 284 parelles amb fills i 40 famílies monoparentals amb fills.
La població ha evolucionat segons el següent gràfic:
Habitants censats

### Habitatges
El 2007 hi havia 724 habitatges, 669 eren l'habitatge principal de la família, 23 eren segones residències i 32 estaven desocupats. 694 eren cases i 27 eren apartaments. Dels 669 habitatges principals, 564 estaven ocupats pels seus propietaris, 89 estaven llogats i ocupats pels llogaters i 16 estaven cedits a títol gratuït; 1 tenia una cambra, 24 en tenien dues, 77 en tenien tres, 213 en tenien quatre i 354 en tenien cinc o més. 567 habitatges disposaven pel capbaix d'una plaça de pàrquing. A 240 habitatges hi havia un automòbil i a 386 n'hi havia dos o més.

### Piràmide de població
La piràmide de població per edats i sexe el 2009 era:
| Homes | Edats   | Dones |
| ----- | ------- | ----- |
| 0     | 95 o +  | 4     |
| 4     | 90 a 94 | 8     |
| 0     | 85 a 89 | 16    |
| 4     | 80 a 84 | 8     |
| 4     | 75 a 79 | 4     |
| 24    | 70 a 74 | 24    |
| 24    | 65 a 69 | 48    |
| 52    | 60 a 64 | 32    |
| 28    | 55 a 59 | 48    |
| 60    | 50 a 54 | 48    |
| 52    | 45 a 49 | 56    |
| 68    | 40 a 44 | 88    |
| 76    | 35 a 39 | 56    |
| 44    | 30 a 34 | 60    |
| 36    | 25 a 29 | 24    |
| 52    | 20 a 24 | 44    |
| 48    | 15 a 19 | 36    |
| 56    | 10 a 14 | 28    |
| 72    | 5 a 9   | 48    |
| 76    | 0 a 4   | 32    |

## Economia
El 2007 la població en edat de treballar era de 1.188 persones, 896 eren actives i 292 eren inactives. De les 896 persones actives 845 estaven ocupades (462 homes i 383 dones) i 51 estaven aturades (23 homes i 28 dones). De les 292 persones inactives 85 estaven jubilades, 101 estaven estudiant i 106 estaven classificades com a «altres inactius».

### Ingressos
El 2009 a Mezel hi havia 735 unitats fiscals que integraven 1.953,5 persones, la mediana anual d'ingressos fiscals per persona era de 21.207 €.

### Activitats econòmiques
Dels 50 establiments que hi havia el 2007, 2 eren d'empreses alimentàries, 2 d'empreses de fabricació d'altres productes industrials, 16 d'empreses de construcció, 9 d'empreses de comerç i reparació d'automòbils, 4 d'empreses de transport, 3 d'empreses d'hostatgeria i restauració, 10 d'empreses de serveis, 1 d'una entitat de l'administració pública i 3 d'empreses classificades com a «altres activitats de serveis».
Dels 19 establiments de servei als particulars que hi havia el 2009, 1 era una oficina de correu, 2 paletes, 4 guixaires pintors, 2 fusteries, 3 electricistes, 2 empreses de construcció, 2 perruqueries, 2 restaurants i 1 saló de bellesa.
Dels 3 establiments comercials que hi havia el 2009, 1 era una botiga de més de 120 m² i 2 fleques.
L'any 2000 a Mezel hi havia 5 explotacions agrícoles.

## Equipaments sanitaris i escolars
El 2009 hi havia 1 escola maternal i 1 escola elemental.

## Poblacions més properes
El següent diagrama mostra les poblacions més properes.